# Ampenan Utara
Ampenan Utara is een bestuurslaag in het regentschap Mataram van de provincie West-Nusa Tenggara, Indonesië. Ampenan Utara telt 6553 inwoners (volkstelling 2010).